# Lou Ottens
Lodewijk Frederik (Lou) Ottens (Bellingwolde, 21 de juny de 1926 - Duizel, 6 de març de 2021) va ser un enginyer, inventor i gerent neerlandès. Ottens va treballar per a Philips durant tota la seva carrera. Després d'un curt període de preparació, va començar la seva carrera a la fàbrica de Hasselt com a cap del departament de desenvolupament de productes. En aquest càrrec va donar l'impuls a la invenció del casset, sovint anomenat cinta de casset. Més tard es va convertir en director de fàbrica a Hasselt i després en director de la divisió d'àudio. Allà va establir les bases per a la invenció del CD. Posteriorment es va convertir en director de la divisió de vídeo, on en aquell moment es va presentar el Vídeo 2000. En els darrers anys de la seva carrera, Ottens va ser responsable d’un projecte dirigit a millorar la logística industrial a les divisions de consumidors de Philips.

## Joventut
Lou Ottens va néixer 21 de juny de 1926 a Bellingwolde i es va interessar per la tecnologia des de ben petit. Durant la Segona Guerra Mundial, ell, encara adolescent, es va construir una ràdio amb la qual escoltava en secret les emissions de Radio Orange. La ràdio tenia una antena direccional primitiva per evitar la pertorbació emissora dels alemanys. Després de la guerra, Ottens va anar a estudiar enginyeria mecànica a la Technische Hogeschool de Delft. Per tenir un ingrés de diners extra, va treballar tres dies durant tres anys com a dissenyador, dibuixant en una fàbrica d'equips de raigs X. Es va llicenciar en enginyeria el 1952.

## Carrera
Ottens es va unir al grup d'electrònica Philips el 1952. Va començar la seva carrera professional al departament de Maquinism del grup industrial principal Apparaten a Eindhoven. El 1957 es va traslladar a la fàbrica Philips de la ciutat belga de Hasselt, que s'havia obert dos anys abans. Aleshores, la instal·lació produïa tocadiscs, magnetòfons i altaveus i donava feina a prop de 1.500 empleats.

### Cap de desenvolupament de productes Philips Hasselt, 1960-1969
El 1960 Ottens es va convertir en el cap del nou departament de desenvolupament de productes a Hasselt. Sota el seu lideratge, EL 3585, fou el primer magnetòfon de Philips, del qual es van vendre més d'un milió de còpies. Philips tenia tres fàbriques que produïen gravadors de cinta en aquell moment. A Eindhoven, es fabricaven gravadores per al mercat professional, a Viena es fabricaven gravadores grans i cars per al mercat de consum i, a Hasselt, es va centrar en dispositius de consum més petits i més econòmics. Totes les gravadores produïdes en aquell moment eren del tipus rodet a rodet. Això significa que van treballar amb una cinta magnètica enrotllada en un rodet. En carregar la gravadora, la cinta es passava a mà al llarg dels caps fins a un segon rodet i s'enrotllava unes quantes voltes per confirmar-la. Com que això era força laboriós, diverses empreses es dedicaven a dissenyar un casset de música, una mena de caixa negra on s'emmagatzemaven els rodets i la cinta. Amb això es pretenia simplificar molt el funcionament de la gravadora.

#### Casset compacte

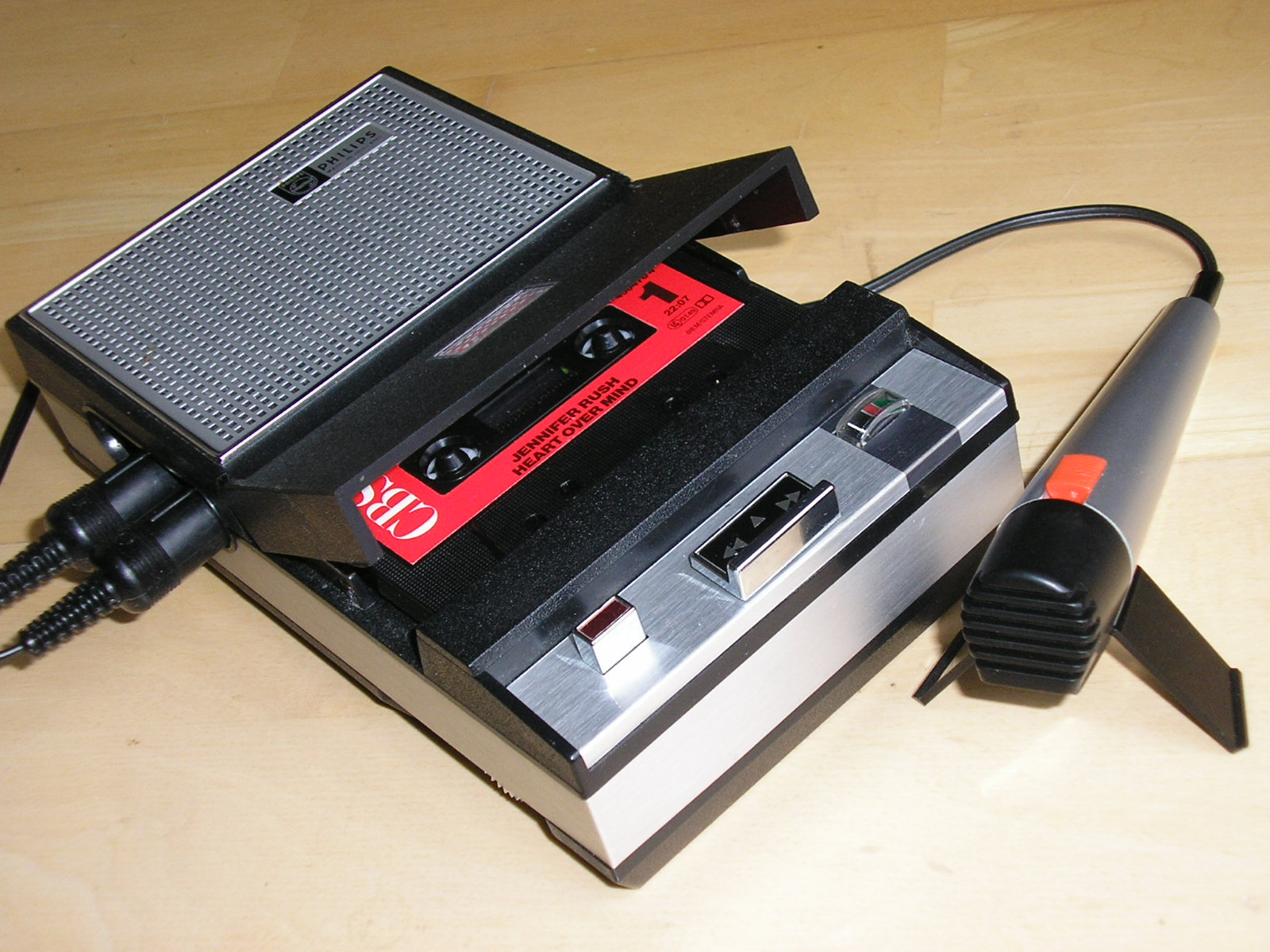
El Philips EL 3302 del 1968, derivat de la primera gravadora de cassets portàtil

Partint de l’èxit de l’EL 3585, a Philips Hasselt va sorgir un pla per desenvolupar una gravadora de cassets portàtil. El nou producte, anomenat gravadora de butxaca per la divisió comercial, havia de ser econòmic i petit, amb un baix consum de bateria i una qualitat de so raonable. La selecció d’un casset era fonamental en el pla. Des de 1959, Philips Hasselt ha estat en contacte amb RCA sobre el seu sistema de cassets. Tot i això, Ottens va trobar que el sistema RCA no era adequat per utilitzar-se en dispositius mòbils compactes a causa de les dimensions del casset i la velocitat de la cinta de 9,5 cm / seg.
Es va decidir desenvolupar un petit casset, basat en el casset RCA. Per començar, Ottens va especificar les dimensions del dispositiu de reproducció. Prenent la tasca de dissenyar una gravadora literalment de butxaca, tenia un bloc de fusta tallat que cabia a la butxaca lateral de la jaqueta. Aquest bloc es va convertir en el model després del qual es va produir la primera gravadora de cassets portàtil, l'EL3300 es va crear. Basant-se en la mida del dispositiu de reproducció, Ottens va determinar el format del casset. També va optar per un pneumàtic més estret, tal com s'utilitza en el sistema CBS de la competència, i per la velocitat de pneumàtics més baixa, 4,75.cm / sec.
Per al desenvolupament del casset i l'equip per reproduir-lo, Ottens comptava amb un equip de deu a dotze persones, principalment joves, que havien adquirit experiència a Eindhoven en el disseny o producció de gramòfons i magnetòfons. Era un grup mixt de tècnics belgues i holandesos. L'equip també incloïa el talentós constructor - dibuixant Johannes JM Schoenmakers, que tenia experiència com a fabricant d’eines. El grup va emetre deu patents, i va poder utilitzar lliurement el coneixement i l'experiència als propers laboratoris Philips d’Eindhoven.
El 1961, la direcció de Philips a Eindhoven va establir una associació amb Grundig per desenvolupar conjuntament un magnetòfon de cassets d'alta qualitat a Viena, destinada a l’ús estacionari a la sala d’estar. El desenvolupament es va basar en el casset d'un sol carret de CBS. Grundig i els tècnics de Viena desconeixien el projecte de desenvolupament d'Ottens.
El 1963, el desenvolupament del casset i del dispositiu de reproducció havia progressat fins ara a Hasselt que Philips va decidir introduir el sistema durant la Internationale Funkausstellung de Berlín. Abans d'això, Ottens i els seus col·legues van preguntar a la direcció d'Eindhoven si era desitjable informar a Max Grundig. Això no es va considerar necessari perquè el projecte de Viena implicava un dispositiu per a un segment de mercat completament diferent. Just abans de l'Ausstellung, Max Grundig va ser informat després de tot. Immediatament va acabar l’associació i va encarregar al seu departament de desenvolupament el desenvolupament del seu propi gravador de cassets portàtil.
La presentació de Philips al Funkausstellung no va despertar immediatament l'entusiasme al món de l’àudio. Tot i això, hi va haver molts japonesos presents que es van fer fotos. Uns anys més tard, van aparèixer al mercat còpies japoneses del casset Philips i Grundig va presentar DC Internacional juntament amb Telefunken i Blaupunkt. Tots aquests cassets eren lleugerament més grans que l'original d'Ottens.

Logotip del casset compacte

El 1966 Ottens va visitar Japó, juntament amb el seu company comercial Gerrit Gazenbeek. Sota la direcció de Wisse Dekker, gerent de la divisió Philips Extrem Orient, van negociar amb deu empreses d'electrònica. Van fer l'oferta japonesa que el casset es pogués agafar de sèrie sense que es deguessin drets d'autor. La tecnologia dels equips de reproducció s'hauria de pagar. És essencial en aquesta tecnologia un mecanisme patentat per Philips que empenyia els caps magnètics al casset. Norio Ohga, cap del departament d'àudio de Sony, que també tenia contactes amb Grundig, va triar el casset que Ottens havia desenvolupat a causa de les seves dimensions més reduïdes. Durant les negociacions posteriors, la delegació de Philips va sol·licitar inicialment un import de 25 iens per cada gravadora de cassets venuda per Sony. Al cap d’uns dies es va reduir a 6 iens. En contra dels consells dels seus empleats, Ohga va rebutjar aquesta oferta i va amenaçar de triar Grundig si Philips negociava drets d'autor. Philips va decidir llavors oferir la llicència de l'equip de reproducció de forma gratuïta a totes les empreses d'electrònica del món.
Una empresa electrònica després de l’altra es va apoderar del sistema Philips i va desenvolupar una gravadora per reproduir cassets compactes. Els proveïdors de cintes magnètiques van llançar cassets C60 i C90 amb el seu propi nom, amb un temps de reproducció de 60 i 90 minuts respectivament. L’últim casset competidor va ser l’americà de 8 pistes, que va aconseguir conservar una quota de mercat important, especialment als Estats Units fins a mitjans dels anys setanta. Alguns fabricants que es van fer càrrec del casset compacte van triar un nom diferent, com ara casset o cartutx, però al final tothom va utilitzar el nom de casset compacte. Amb el pas del temps, s'han venut de 50 a 100.000 milions.

### Director de Philips Hasselt, 1969-1972
Ottens es va convertir en director de Philips Hasselt el 1969. Com que el casset compacte va tenir èxit a tot el món, la demanda de gravadores de casset Philips també va augmentar. La fàbrica d'Ottens no només subministrava gravadores de casset complets, sinó que també va produir sistemes de transmissió electromecànics separats per al casset compacte. Aquestes unitats van ser incorporades a les seves gravadores per altres fàbriques, tant Philips com altres empreses.
L'èxit del casset compacte va continuar augmentant. Les marxes i la cinta es perfeccionaven constantment. El 1968 TDK va introduir un casset compacte per al mercat de la música, el Super Dynamic. La primera gravadora de cassets estèreo va aparèixer a finals del 1969. El 1970 es va introduir el sistema Dolby Noise Canceling System. Aquell any, DuPont va treure al mercat el pneumàtic amb diòxid de crom, llicenciat per BASF. Dos anys després, TDK va llançar el casset compacte C120 amb un temps de reproducció de dues hores. Philips Hasselt també es va beneficiar de la creixent demanda de gravadores de casset i unitats, que va augmentar el nombre d'empleats a més de 5.000.

### Director de Philips Audio, 1972-1979
El 1972, Ottens va ser nomenat director tècnic de Philips Main Industry Group Audio. El Laboratori de Física de Philips, generalment abreujat amb NatLab, feia investigacions en aquells anys sobre registres de vídeo mitjançant enregistraments òptics. El disc de vídeo, anomenat Video Long Play o VLP, es podria reproduir amb un Làser. Ottens es va adonar que aquesta tecnologia oferia oportunitats per millorar la qualitat de l'àudio. Amb la lectura làser sense contacte, el problema del desgast dels discos i cintes de vinil també seria cosa del passat. Va reivindicar el desenvolupament d'un disc optimitzat per a l'àudio. Com que els requisits per a aquest registre d’àudio difereixen molt dels requisits per a una aplicació de vídeo, es va abandonar la compatibilitat amb el VLP. La investigació original es va dividir en dos projectes: Video Long Play i Audio Long Play.

#### Disc compacte
El desenvolupament d'un ALP va requerir alguns canvis radicals en el disseny de la investigació. Per exemple, el VLP tenia la mida d’un LP, que tindria prou espai per a 48 hores de música. Ottens sabia, però, que la indústria musical no esperava un temps de joc tan gran. El 1972 va encarregar a alguns tècnics que fessin proves amb discos més petits. En particular, l’havien de provar amb plaques de 17,8 cm de diàmetre, de la mida d’una sola. Quan semblava possible la reducció, es va escollir un diàmetre d'11,5 cm, de manera que el disc s'ajustés als sistemes de ràdio de vehicles europeus existents.

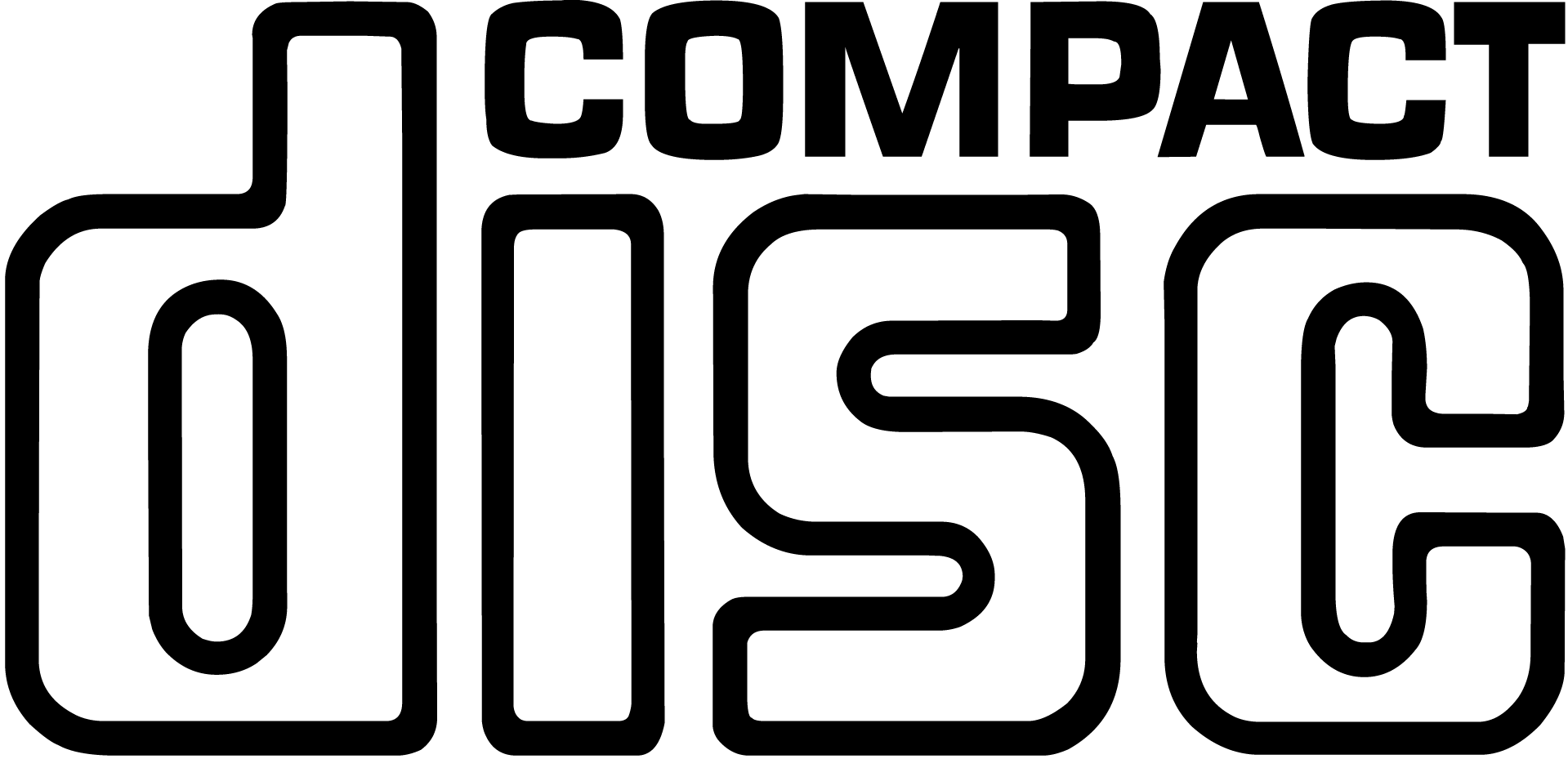
Logotip del disc compacte

El làser utilitzat al VLP també va suposar un problema. Era massa gran per ser utilitzat en el reproductor compacte que Ottens tenia al cap. Mitjançant el NatLab es va desenvolupar un làser d’estat sòlid prou petit. Posteriorment, després de diversos anys d’experimentació, va resultar que la tècnica analògica amb què es col·locaven fosses de diferents mides al disc òptic provocava massa soroll per competir amb el disc de gramòfons. Ottens i el seu equip van decidir que no hi havia cap altra manera que canviar a tècniques digitals.
Com que la divisió d'àudio no tenia els coneixements necessaris, Ottens va formar un equip de set tècnics amb experiència en tecnologia digital, inclosos dos investigadors del NatLab. L'equip va construir el primer model de laboratori del disc digital el 1977. Ottens es va mostrar entusiasta i va fundar un laboratori de desenvolupament especial, que va anomenar Compact Disc Development Lab, un nom que fa referència al casset compacte. Es va afegir una petita planta de producció de discos de prova al Development Lab.
Joop Sinjou va rebre tres tasques de desenvolupament addicionals: la qualitat musical del disc compacte havia de ser superior a la d’un LP, el reproductor de CD havia de ser més barat que el reproductor de música i les discogràfiques havien de poder mantenir els seus equips d'estudi existents.
Joop van Tilburg van anar al Japó. Els van acompanyar diversos tècnics, inclòs Joop Sinjou. A l'equipatge tenien discos compactes i reproductors de laboratori. El propòsit del viatge era trobar suports per convertir el disc compacte en un estàndard mundial.
La delegació va visitar diverses empreses d'electrònica, on va semblar que Philips no hauria de preocupar-se que els competidors japonesos estiguessin d'acord sobre un desenvolupament estàndard o conjunt. També es va fer evident que Sony havia adquirit molta experiència amb la gravació òptica i que el seu coneixement digital estava molt per davant del de Philips. Tot i això, encara treballaven amb un disc de la mida d’un LP, els intents de reduir la mida havien fracassat. Durant la visita, Sony es va oferir a desenvolupar conjuntament el sistema.

### Director de Philips Video, 1979-1984
Després del seu viatge japonès, Ottens va ser nomenat director tècnic del Video Main Industry Group. Aquesta divisió, que era molt més gran i més rendible que la divisió Àudio, era un dels principals proveïdors del mercat mundial de televisors. La gamma de productes es va ampliar el 1972 amb el VCR, un dels primers sistemes d’enregistrament d’imatges i so a treballar amb cassets. Inicialment, el VCR va tenir èxit, però mentrestant havia sorgit una competència amb el Betamax de Sony i el VHS de JVC.

#### Casset de vídeo compacte
L'any que Ottens va prendre possessió del càrrec, la divisió de vídeo estava a punt de substituir el VCR per un sistema de videocassetes completament nou que s'havia desenvolupat en col·laboració amb Grundig. Per aprofitar la reputació dels cassets d’àudio, Philips va anomenar el nou casset Video Compact Cassette. La gravadora es va comercialitzar amb el nom de V 2000. Philips i Grundig van llançar els seus propis gravadors que només tenien en comú el sistema Video 2000. Aquest sistema europeu era superior als dos sistemes japonesos en alguns aspectes.
Ottens va ser responsable del posterior desenvolupament i producció de la versió de Philips. Immediatament després de la introducció, es va enfrontar a problemes tècnics. El dispositiu patia un problema: la majoria dels dispositius van ser retornats per a la seva reparació en pocs mesos. Els costos de producció també van ser elevats en comparació amb els dels competidors.

El logotip del V-2000

Sota la responsabilitat d’Ottens, es va desenvolupar una segona generació amb un equip de conducció completament nou. Aquesta unitat era compacta, amb alta fiabilitat i temps d’inici i parada curts. Altres millores van incloure dimensions exteriors més reduïdes, un pes més lleuger i una connexió SCART (euroconnector). Tot i que el rendiment de la gravadora va augmentar i els costos de servei van disminuir, el dispositiu va continuar sent car a causa dels cinc motors de transmissió directa. Els esforços de desenvolupament van continuar i el 1984 el V 2000 una versió completa i un bon so estèreo. Durant els anys següents, es preveien nous conceptes sobre els quals ja s'havia iniciat el treball de desenvolupament.
El mateix any 1984, Ottens va fer que la seva fàbrica -a petició del seu company comercial- produís també el V El 2000, gravadores gairebé idèntiques que funcionaven també amb el sistema VHS. Les gravadores VHS fabricades per Philips van ser dissenyades de manera que les màquines dels dos sistemes tinguessin tantes parts comunes com fos possible i un mòdul intercanviable que contenia tots els mecanismes i electrònica específics.

### Logística industrial
Com a director de la divisió de vídeo, Ottens es va enfrontar a un segon problema. A partir de finals dels anys setanta, Philips es va enfrontar a una competència creixent al mercat de consum. En particular, les empreses japoneses d'electrònica van entrar cada vegada més ràpidament al mercat altament innovador amb nous productes en tots els segments del mercat. El vicepresident Cor van der Klugt va iniciar dos projectes per reduir costos i augmentar la capacitat de resposta, un en el sector industrial i un en el sector comercial. Va carregar a Ottens la coordinació del projecte industrial, tant a la divisió de vídeo com a la divisió Àudio, Electrodomèstics petits i Grans electrodomèstics. La tasca consistia a seleccionar un paquet de programari amb el qual es podria millorar la logística de les fàbriques. Ottens va encarregar a diversos experts la investigació del mercat del programari. Segons el seu consell, va decidir abstenir-se d’introduir un nou programari operatiu. Primer, les fàbriques havien de millorar els seus processos logístics: havien de ser més ràpides, més econòmiques i oferir una millor qualitat. Només llavors es necessitaven paquets de programari per donar suport als processos millorats. MRP II va ser escollit com a concepte de control logístic, complementat posteriorment per JIT.

### Tasca especial
A partir de l'1 de gener de 1985, el consell d'administració de Philips va fusionar els principals grups industrials d'àudio i vídeo en electrònica de consum. Ottens no formava part de la nova direcció. Se li va confiar una tasca especial: va assumir el lideratge a temps complet del projecte per millorar la logística industrial a les divisions de consumidors de Philips. Aquell projecte va tenir èxit. Es van implementar els conceptes MRP II i JIT. Això va comportar un estalvi substancial de costos. Per exemple, els inventaris com a percentatge de la facturació van caure un 30%, alliberant el capital circulant. Al mateix temps, la flexibilitat de les fàbriques va augmentar. El termini de lliurament del muntatge es va escurçar d’unes poques setmanes a uns pocs dies, cosa que va permetre que els nous productes entressin al mercat amb més rapidesa i reaccionessin amb més alerta als canvis de la demanda del mercat.
Ottens es va retirar el 21 de juny de 1986. En la seva recepció de comiat, va presentar a tots els assistents un exemplar d’un llibre en què anotava les seves experiències en desenvolupament de productes, fabricació, logística i gestió industrial en poc menys de 300 pàgines. Alguns dels consells generals que s'hi inclouen són: escurçar els terminis d’execució, simplificar sempre que sigui possible, treballar junts, no expressar el rendiment només amb diners i contractar més dones.

## Activitat posterior
Després de la seva jubilació, Ottens va romandre actiu en el camp tècnic durant diversos anys. El 1988 va succeir a Ir. AH. Schaafsma com a president de NEVEM, l'Associació Holandesa per a la Gestió de la Logística. Va ocupar aquest càrrec fins al 1991. Sota la seva presidència, un grup de treball va estudiar la relació entre la funció logística i el procés d'innovació de la producció. El grup de treball estava format per representants de set empreses i la Universitat Tecnològica d’Eindhoven, inclòs el Prof. C.H. Botter. El resultat de l'estudi, amb pròleg d’Ottens, es va publicar al llibre Logistics friendly design.

## Significat
Ottens ha fet importants contribucions al desenvolupament de les xarxes sonores. A De Ingenieur, la revista del Reial Institut d'Enginyers, un article del 2007 sobre ell proporciona una cronologia d'invencions històriques en aquest camp. La línia inclou el fonògraf de Thomas Edison, el gramòfon d'Emile Berliner, els enregistraments magnètics de Valdemar Poulsen, la banda sonora de Fritz Pfleumer, el disc de llarga durada de Peter Goldmark i el casset compacte i el disc compacte Lou Ottens.
En el sentit estricte de la definició, Ottens no era un inventor. El casset compacte i el CD són invents de Philips. Va ser l’home que va iniciar els dos descobriments. El 1960, quan, com a cap de desenvolupament de productes a Hasselt, va decidir desenvolupar una petita variant del casset RCA i el 1970, quan, com a director de la divisió d’àudio, va reclamar una versió àudio del Video Long Play i va encarregar la desenvolupament d’un disc més petit. Els mèrits d'Otten radiquen en el fet que tenia en compte les possibilitats de noves tècniques i les aplicacions innovadores de les tècniques existents. Ho va combinar amb una visió entusiasta del mercat i la decisió. Va ser un dels primers a tenir una visió clara de la miniaturització; el motor de les innovacions tecnològiques des de les darreres dècades del segle xx. El seu lema era: 'més petit és millor'. Per a ell, més petit significava més fiabilitat, més barat, millor portabilitat i menor consum d'energia.
Ottens era un home modest a qui no li agradava sortir a primer pla. Va rebutjar les comparacions amb algú com Edison. Va explicar els èxits que va tenir amb els nous productes assenyalant la bona cooperació en equips. Va morir el 6 de març de 2021, als 94 anys.